# 23 Pułk Ułanów Grodzieńskich
23 Pułk Ułanów Grodzieńskich (23 p.uł.) – oddział kawalerii Wojska Litwy Środkowej i Wojska Polskiego II RP oraz Armii Krajowej.
Pułk stacjonował w garnizonie Postawy. Święto pułkowe obchodzono 1 czerwca w rocznicę powstania pułku.
Oddział sformowany został w wyniku połączenia IV dywizjonu 3 pułku strzelców konnych, 211 pułku ułanów i 2 dywizjonu huzarów Litwy Środkowej. Numer „23" otrzymał 1 czerwca 1921.
Jednostka nawiązywała do tradycji 23 pułku Ułanów Litewskich z powstania listopadowego.

## Formowania i walki o granice
W walkach o granice II Rzeczypospolitej wzięło udział kilka jednostek kawaleryjskich, do których to bojowych tradycji i ciągłości organizacyjnej odwoływał się 23 pułk Ułanów Grodzieńskich.

### Grodzieński pułk ułanów
Jednym z nich był utworzony w ramach Samoobrony Ziemi Grodzieńskiej oddział konnych wywiadowców Grodzieńskiego pułku strzelców por. Stanisława Czeczułowicza. W grudniu 1918 liczył on 3 oficerów, 43 szeregowych i 34 konie. W styczniu 1919 zwiadowcy walczyli z oddziałami niemieckiej armii Ober-Ostu. 4 lutego 1919, kawalerzyści półszwadronu Ziemi Grodzieńskiej złożyli przysięgę wojskową, a 22 lutego zostali włączeni w skład Dywizji Litewsko-Białoruskiej, stacjonującej w owym czasie w Wołkowysku, stanowiąc jej kawalerię dywizyjną. W kwietniu 1919 półszwadron walczył w rejonie Baranowicz. Tam został wzięty do niewoli sowieckiej, a następnie bestialsko zamordowany por. Stanisław Sołtan. Wiosną 1919 półszwadron został przeformowany w szwadron Ułanów Grodzieńskich. 26 stycznia 1920, z oddziałów konnych wywiadowców Mińskiego i Wileńskiego pułku strzelców utworzono 2 szwadron Ułanów Grodzieńskich pod dowództwem por. Władysława Kamińskiego. Kilka dni później, oba dywizjony utworzyły III dywizjon 3 pułku strzelców konnych, pod dowództwem rtm. Jerzego Ursyna Niemcewicza. Dywizjon nadal wykonywał zadania jazdy organicznej Dywizji LB.

W trakcie lipcowego odwrotu sformowano kolejny szwadron. Wówczas dywizjon rtm. Jerzego Ursyna Niemcewicza liczył 15 oficerów, 4 podchorążych, 2 lekarzy i 546 szeregowych. Koni wystarczyło tylko dla około 50% stanu osobowego. W sierpniu dywizjon walczył w bitwie warszawskiej, a na przełomie września i października wziął udział w bitwie niemeńskiej. Następnie dołączył do grupy wojsk gen. Lucjana Żeligowskiego, których zadaniem było opanowanie Wilna, i 9 października 1920 wkroczył na czele oddziałów polskich do Wilna.

Będąc w składzie Wojsk Litwy Środkowej, dywizjon przyjął nazwę Grodzieńskiego pułku ułanów i wszedł w skład Wileńskiej Dywizji Jazdy. 21 października 1920 do pułku włączony został Oddział Jazdy Kresowej rtm. Konrada Łozińskiego. W tym składzie, w dniach 12–25 listopada 1920, pułk uczestniczył w zagonie na Kiejdany. W lutym pułk został uzupełniony przez część III dywizjonu 2 pułku strzelców konnych (II dywizjon huzarów).

### 23 pułk Ułanów Nadniemeńskich
Kolejną formacją, do której tradycji odwołuje się 23 pułk ułanów, był sformowany na początku lipca 1920 w Wilnie ochotniczy pułk jazdy rtm. Jerzego Dąbrowskiego, którego trzon stanowił IV dywizjon 3 pułku strzelców konnych. W jego składzie był też szwadron marszowy i szwadron karabinów maszynowych pułku Jazdy Tatarskiej oraz oddział konnych wywiadowców Nowogródzkiego pułku strzelców. Oddział nazywany był pułkiem Obrony Wilna lub Jazdą rtm. Dąbrowskiego. Po walkach w obronie Wilna do swej macierzystej formacji odszedł szwadron marszowy pułku Jazdy Tatarskiej, a rtm. Dąbrowski otrzymał rozkaz sformowania 211 ochotniczego pułku ułanów. Ułani nadniemeńscy walczyli w bitwie warszawskiej, a następnie niemeńskiej. Potem dołączyli do grupy wojsk gen. Lucjana Żeligowskiego i w ich składzie ruszyli na Wilno. Pod koniec stycznia 1921 roku, 211 ochotniczy pułk Ułanów Nadniemeńskich został przeformowany w 23 pułk Ułanów Nadniemeńskich.
Rozkazem dowódcy wojsk Litwy Środkowej gen. Żeligowskiego z 30 maja 1921, dotychczasowy pułk Ułanów Grodzieńskich oraz pułk Ułanów Nadniemeńskich zostały połączone w jeden pułk jazdy – 23 pułk Ułanów Grodzieńskich.

### Kawalerowie Virtuti Militari
| Żołnierze pułku odznaczeni Krzyżem Srebrnym Orderu Wojskowego Virtuti Militari za wojnę 1918–1920 | Żołnierze pułku odznaczeni Krzyżem Srebrnym Orderu Wojskowego Virtuti Militari za wojnę 1918–1920 | Żołnierze pułku odznaczeni Krzyżem Srebrnym Orderu Wojskowego Virtuti Militari za wojnę 1918–1920 |
| --- | --- | --- |
| st. uł. Adam Bałaga kpr. Jan Bargłowski plut. Mieczysław Bieniasz pchor. Stanisław Eustachy Branicki kpr. Kazimierz Bychowski uł. Stefan Czernic kpr. Julian Czuczeło nr 3793 rtm. Stanisław Czuczełowicz nr 2134 rtm. Jerzy Dąbrowski mjr Władysław Dąbrowski ppor. Kazimierz Ertman plut. Gustaw Iwanicki st. wchm. Michał Jabłoński pchor. Mieczysław Janusz st. uł. Józef Jurkiewicz | uł. Jan Jagodziński por. Władysław II Kamiński nr 2136 ppor. Franciszek Karassek kpr. Dominik Kłunejko ppor. Bolesław Kochanowski nr 4070 st. uł. Wacław Ledziński rtm. Konrad Łoziński ppor. Stanisław Malecki ppor. Bronisław Malinowski kpr. Józef Maziec nr 4157 plut. Rudolf Neugebauer nr 2181 ppor. Stanisław XI Nowicki pchor. Kazimierz Orechwa ppor. Jan Pietraszko plut. Piotr Prejss | wachm. Stanisław Skarżyński nr 4115 plut. Apolinary Skobelki kpr. Michał Skowroński ppor. Józef Skrzypkowski ppor. Julian Sokołowski śp. ppor. Stanisław Sołtan nr 4925 ppor. Stanisław Sołtykiewicz ppor. Marek Roman Stempkowski plut. Oskar Stumbers plut. Stanisław Trochimowicz plut. Michał Tuczkowski nr 2154 st. uł. Julian Turbak wachm. Bronisław Wąsowicz nr 165 uł. Kazimierz Więckowski nr 4286 |

## Pułk w okresie pokoju
30 maja 1921 dotychczasowy pułk Ułanów Grodzieńskich oraz pułk Ułanów Nadniemeńskich zostały połączone w jeden pułk jazdy – 23 pułk Ułanów Grodzieńskich. Do maja 1922 pułk stacjonował poszczególnymi szwadronami we wsiach na Wileńszczyźnie.
Po przyłączeniu Litwy Środkowej do Rzeczypospolitej, pułk w latach 1922–1924 wchodził w skład III Brygady Jazdy, w latach 1924–1937 był jednostką organiczną 3 Samodzielnej Brygady Kawalerii, a po reorganizacji kawalerii wiosną 1937 wszedł w skład Wileńskiej Brygady Kawalerii.
Koszary
Do końca 1921 pododdziały 23 pułku ułanów pozostawały w różnych punktach linii demarkacyjnej, a przez kolejne kilka miesięcy kwaterowały w rozproszeniu w Mejszagole, Strzelczykach i Wielkiej Rzeszy. Dopiero od kwietnia 1922, kiedy Koszary Kalwaryjskie w Wilnie opuścił 13 pułk Ułanów Wileńskich, 23 puł. wszedł w jego miejsce. W 1927 po raz kolejny pułk przeszedł na kwatery polowe. Dowództwo, drużyna dowódcy pułku, szkoła podoficerska, pluton łączności i trębaczy, ambulans sanitarny i weterynaryjny oraz oddział koni remontowych stanęły w Podbrodziu, 1. i 2. szwadron w Nowych Święcianach, pozostałe szwadrony liniowe  oraz pluton ckm w dawnym klasztorze bazylianów w Berezweczu, szwadron ckm bez jednego plutonu w Białym Dworze.
W październiku 1929 szwadron 1. i szwadron ckm zamieniły się miejscami postoju. W Podbrodziu pododdziały zajmowały aż 18 wynajmowanych kwater, rozrzuconych w odległości do 4 km od siebie. Dodatkowo własnymi siłami żołnierze wybudowali dwie drewniane stajnie, odpowiednio na 50 i 80 koni. Latem 1930 rozpoczęto w Podbrodziu budowę pierwszego w II Rzeczypospolitej nowego kompleksu koszarowego dla pułku kawalerii. 23 października, do niewykończonych jeszcze koszar, wprowadził się 2/23 puł. Kilka dni później dołączyły do niego  szwadrony z Berezwecza. 10 listopada 1932 do nowo oddanych budynków wprowadził szwadron ckm.
W 1935 pułk przeprowadził się do nowo wybudowanych koszar w Postawach. Jako pierwszy 5 stycznia przeniósł się do Postaw z Białego Dworu 1. szwadron, w drugiej połowie stycznia – 2. szwadron z Podbrodzia, a w trzeciej dekadzie kwietnia reszta pododdziałów pułku. Szwadron zapasowy 23 puł stacjonował w Grodnie.
Do dziś (2020) z koszar w Podobrodziu (ul. Vilniaus 100) zachował się tylko jeden, częściowo przebudowany obiekt, mieszczący pierwotnie dowództwo pułku. Pamiątką po polskich kawalerzystach jest dawny kościół garnizonowy (ul. Bażnyćios 20) będący siedzibą parafii wojskowej pw. Najświętszego Serca Pana Jezusa.
Koszary w Postawach zachowały się do dziś (2020) praktycznie w całości i stanowią jeden z najcenniejszych zabytków polskiego budownictwa wojskowego okresu międzywojennego. Kompleks podzielony jest między kilku użytkowników: bloki FKW pełnią nadal funkcje mieszkalne, stajnie stoją po części nieużytkowane, po części zajęte przez różne firmy i magazyny; opuszczone koszarowce niszczeją, a w zabudowaniach pomocniczych kwateruje Postawski Oddział Pograniczny i szpital wojskowy organów Służby Pogranicznej.
Zajmowane przez szwadron zapasowy Koszary Bema w Grodnie zostały rozebrane, a ich teren zabudowany jest obecnie nowymi blokami mieszkalnymi.
Konie
Pułk starał się ujednolicać maści koni w szwadronach według następujących kryteriów: 1. szwadron – konie ciemnogniade, 2. szwadron – gniade, 3. szwadron – jasne kasztany, 4. szwadron – kare, szwadron ciężkich karabinów maszynowych – gniade, pluton łączności – odmastki, pluton trębaczy – siwe.
| Pułk w planie mobilizacyjnym „S”          | Pułk w planie mobilizacyjnym „S” | Pułk w planie mobilizacyjnym „S” |
| Nazwa pododdziału                         | Termin                           | Miejsce mobilizacji              |
| ----------------------------------------- | -------------------------------- | -------------------------------- |
| dowódca pułku z drużyną                   | alarm                            | Postawy                          |
| pluton łączności                          | alarm                            | Postawy                          |
| 1÷4 szwadrony                             | alarm                            | Postawy                          |
| szwadron karabinów maszynowych            | alarm                            | Postawy                          |
| drużyna dowódcy dywizjonu kawalerii nr 31 | 7                                | Grodno                           |
| szwadron kawalerii nr 1/21                | 7                                | Grodno                           |
| pluton ckm nr 31                          | 7                                | Grodno                           |
| Kwatera Głowna nr 108 (II eszelon)        | 4                                | Grodno                           |
| poczta polowa nr 68                       | 4                                | Grodno                           |
| Sąd polowy nr 103                         | 4                                | Grodno                           |
| kolumna taborowa nr 371                   | 6                                | Grodno                           |
| kolumna taborowa nr 372                   | 8                                | Grodno                           |
| szwadron marszowy 1/23 puł                | 18                               | Grodno                           |
| pluton marszowy 1/103 szwadronu pionierów | 18                               | Grodno                           |
| pluton marszowy nr 1/31                   | 30                               | Grodno                           |
| szwadron zapasowy                         | do 15                            | Grodno                           |

| Obsada personalna i struktura organizacyjna w marcu 1939 | Obsada personalna i struktura organizacyjna w marcu 1939 |
| Stanowisko                                               | Stopień, imię i nazwisko                                 |
| -------------------------------------------------------- | -------------------------------------------------------- |
| dowódca pułku                                            | ppłk dypl. Zygmunt II Miłkowski                          |
| I zastępca dowódcy                                       | ppłk dypl. Jan Monwid-Olechnowicz                        |
| adiutant                                                 | rtm. Antoni Bohdan Słapczyński                           |
| naczelny lekarz medycyny                                 | por. lek. Antoni Kłopotowski                             |
| lekarz weterynarii                                       | por Czesław Jan Wojciechowski                            |
| komendant rejonu PW Konnego                              | rtm. adm. (kaw.) Wacław Kosiński                         |
| II zastępca dowódcy (kwatermistrz)                       | mjr Stanisław Bohdan Rusiecki                            |
| oficer mobilizacyjny                                     | rtm. adm. (kaw) Szczęsny Rożałowski                      |
| zastępca oficera mobilizacyjnego                         | por. Mieczysław Niziński                                 |
| oficer administracyjno-materiałowy                       | rtm. Grzegorz Druhowino                                  |
| dowódca szwadronu gospodarczego                          | rtm. Wacław Totjew                                       |
| oficer gospodarczy                                       | kpt. int. Władysław Czarnocki                            |
| oficer żywnościowy                                       | chor. Michał Skowroński                                  |
| dowódca plutonu łączności                                | por. Juliusz Stanisław Ciosiński                         |
| dowódca plutonu kolarzy                                  | vacat                                                    |
| dowódca plutonu ppanc.                                   | por. Konrad Szumski-Szauman                              |
| dowódca 1 szwadronu                                      | rtm. Józef Kozicki                                       |
| dowódca plutonu                                          | por. Kazimierz Szalewicz                                 |
| dowódca 2 szwadronu                                      | por Zygmunt Józef Romanowski                             |
| dowódca plutonu                                          | ppor. Wiktor Jackiewicz                                  |
| dowódca plutonu                                          | ppor. Olgierd Jan Kiersnowski                            |
| dowódca 3 szwadronu                                      | rtm. Tadeusz Szymankiewicz                               |
| dowódca plutonu                                          | por. Henryk Józef Rymaszewski                            |
| dowódca plutonu                                          | ppor. Zdzisław Andrzej Biliński                          |
| dowódca 4 szwadronu                                      | por. Bolesław Józef Janowski                             |
| dowódca plutonu                                          | ppor. Marian Władysław Drzewiecki                        |
| dowódca szwadronu km                                     | por. Borys Sztark                                        |
| dowódca plutonu                                          | por. Jerzy Jan Kubin                                     |
| dowódca szwadronu zapasowego                             | rtm. Bernard Romanowski                                  |
| zastępca dowódcy                                         | vacat                                                    |
| na kursie                                                | rtm. Zygmunt Mackiewicz                                  |
| na kursie                                                | por. Edward Ludomir Kukiel-Krajowski                     |
| na kursie                                                | por. Józef Ogoniek                                       |

## Walki w kampanii wrześniowej
Kampanię wrześniową pułk odbył w ramach Wileńskiej BK.
Pierwszą walkę stoczył w okolicach m. Lubień. 5 września otrzymał rozkaz skierowania się w rejon Przedborza. Pułk został wzmocniony II baterią 3 dywizjonu artylerii konnej; dotarł tam 6 września po południu. Po przeprowadzeniu rozpoznania 2 szwadronem okazało się, że miejscowość zajęta jest przez piechotę i oddziały zmotoryzowane wroga. W tej sytuacji ppłk Zygmunt Miłkowski postanowił przeprowadzić atak z zaskoczenia i opanować Przedbórz. Podczas przygotowywania ataku pułk otrzymał drogą radiową rozkaz powrotu do brygady, która miała znajdować się w marszu na Niewierszyn. Zgodnie z rozkazem, pułk znalazł się w nakazanym rejonie przed świtem 7 września. Nie zastając tam własnych oddziałów, przemaszerował do lasów w okolicy Jaksonka.
Tego samego dnia około południa wyruszył drogą na Opoczno. W czasie przemarszu atakowany był przez lotnictwo nieprzyjaciela, które jednak nie zdołało wyrządzić większych szkód. Kiedy okazało się, że Opoczno zajęte jest przez Niemców płk Miłkowski wydał rozkaz przejścia swego zgrupowania do lasów brudzewickich. W nocy z 8 na 9 września pułk skierował się z rejonu Studzianny do lasów pod Przysuchą. W czasie przemarszu doszło do potyczki z niewielkim oddziałem niemieckim w okolicy Gielniowa, który po krótkiej walce został odrzucony, ale tabor pułku podczas tej potyczki uległ rozproszeniu. W nocy z 9 na 10 września oddziały polskie zostały otoczone w lasach w okolicy Przysuchy. Aby umożliwić wyjście z okrążenia, żołnierze 2 baterii 3 dak-u na rozkaz dowódcy zdemontowali i zniszczyli działa w okolicy Przysuchy i Ruskiego Brodu. W celu wydostania się z okrążenia, dowódca zarządził nocne natarcie, po którym pułk miał kierować się w Góry Świętokrzyskie. W nocy z 9 na 10 września doszło do walki z piechotą niemiecką. Po tym starciu oddział niemiecki został odrzucony, ale jednocześnie okazało się, że szwadrony 3. i 4. zostały odcięte od sił głównych. W tej sytuacji dowódca wydał rozkaz rozproszenia jednostki i przebijania się małymi grupami do rejonu Świętej Katarzyny.
Od 11 do 13 września dotarła tam większość rozbitych grup, lecz nie doszło do odtworzenia pułku. Niektóre drobne oddziały przekroczyły Wisłę, inne pozostały w Górach Świętokrzyskich aż do połowy października 1939 roku, kiedy zakończyły walkę.
| Struktura organizacyjna i obsada personalna we wrześniu 1939                     | Struktura organizacyjna i obsada personalna we wrześniu 1939 |
| -------------------------------------------------------------------------------- | ------------------------------------------------------------ |
| Dowództwo                                                                        |                                                              |
| dowódca pułku                                                                    | ppłk dypl. Zygmunt Miłkowski                                 |
| zastępca dowódcy                                                                 | mjr Edward Pisula                                            |
| kwatermistrz                                                                     | mjr Stanisław Rusiecki                                       |
| adiutant                                                                         | rtm. Antoni Słapczyński                                      |
| oficer ordynansowy                                                               | ppor. Romuald Rodziewicz                                     |
| oficer informacyjny                                                              | rtm. Szczęsny Rożałowski                                     |
| oficer broni i gazu                                                              | rtm. Wacław Kosiński                                         |
| oficer do zleceń                                                                 | ppor. Jerzy Jazdowski                                        |
| dowódca szwadronu gospodarczego                                                  | rtm. Tadeusz Szymankiewicz                                   |
| oficer żywnościowy                                                               | chor. Michał Skowroński                                      |
| oficer płatnik                                                                   | por. int. Władysław Czarnocki                                |
| lekarz pułku                                                                     | por. lek. Antoni Kłopotowski                                 |
| lekarz weterynarii                                                               | por. lek. wet. Czesław Wojciechowski                         |
| kapelan                                                                          | ks. Józef Król                                               |
| 1 szwadron                                                                       |                                                              |
| dowódca                                                                          | rtm. Józef Kozicki                                           |
| dowódca plutonu                                                                  | por. Jan Wiltowski                                           |
| dowódca plutonu                                                                  | ppor. Tadeusz Borkowski                                      |
| dowódca plutonu                                                                  | ppor. Mikołaj Łapiński                                       |
| 2 szwadron                                                                       |                                                              |
| dowódca                                                                          | rtm. Zygmunt Mackiewicz                                      |
| dowódca plutonu                                                                  | por. Zygmunt Romanowski                                      |
| dowódca plutonu                                                                  | pchor. Marszewski                                            |
| dowódca plutonu                                                                  | ppor. Cezary Haller de Hallenburg                            |
| 3 szwadron                                                                       |                                                              |
| dowódca                                                                          | por. Juliusz Ciosiński                                       |
| dowódca plutonu                                                                  | ppor. Zdzisław Sas-Biliński                                  |
| dowódca plutonu                                                                  | ppor. Karol Różycki                                          |
| dowódca plutonu                                                                  | ppor. Józef Lipkowski                                        |
| 4 szwadron                                                                       |                                                              |
| dowódca                                                                          | por. Bolesław Janowski                                       |
| dowódca plutonu                                                                  | ppor. Marian Drzewiecki                                      |
| dowódca plutonu                                                                  | ppor. Sławomir Zdrojewski                                    |
| dowódca plutonu                                                                  | por. Niemczynowicz                                           |
| szwadron ckm                                                                     |                                                              |
| dowódca                                                                          | por. Borys Sztark                                            |
| dowódca plutonu                                                                  | por. Jerzy Kubin                                             |
| dowódca plutonu                                                                  | ppor. Wiktor Jackiewicz                                      |
| dowódca plutonu                                                                  | ppor. Jerzy Jazdowski                                        |
| pododdziały specjalne                                                            |                                                              |
| dowódca plutonu ppanc.                                                           | por. Józef Ogoniek                                           |
| dowódca kolarzy                                                                  | por. Czesław Szurmiak                                        |
| dowódca łączności                                                                | por. Henryk Rymaszewski                                      |
| Pododdziały pozostające na obszarze krajowym, podporządkowane dowódcy OK nr III: |                                                              |
| dowódca szwadronu marszowego (mob. Nowa Wilejka)                                 | rtm. Wacław Ursyn-Szantyr (zm. 15 IX, Zboiska)               |
| dowódca szwadronu marszowego                                                     | por. Konrad Szuman-Szumski                                   |
| dowódca szwadronu zapasowego (mob. Grodno)                                       | rtm. Bernard Romanowski                                      |

## Odtworzenie pułku w Armii Krajowej
Pułk został odtworzony w AK przez por. Jarosława Gąsiewskiego w lutym 1944. Pułk walczył na Wileńszczyźnie oraz Nowogródczyźnie. Następnie w Puszczy Kampinoskiej. Jednostka została rozbita przez Niemców 27–29 września 1944.

## Symbole pułkowe

### Sztandar
Sztandar dla pułku został ofiarowany przez mieszkańców ziemi grodzieńskiej. 13 sierpnia 1922 roku został poświęcony i wręczony w Wilnie na placu Łukiskim przez Naczelnika Państwa i Naczelnego Wodza pierwszego Marszałka Polski Józefa Piłsudskiego.
Powrześniowe losy sztandaru
Sztandar towarzyszył pułkowi w czasie jego działań bojowych. Po nocnych walkach z 9 na 10 września dowódca pułku ppłk dypl. Zygmunt Miłkowski resztki pobitego oddziału podzielił na małe grupki, które miały przedzierać się przez linie wroga. Tej samej nocy sztandar, owinięty w papę, zakopał w pobliżu małego strumyczka na skraju wysokopiennego lasu koło gajówki pod Przysuchą prawdopodobnie szef łączności pułku por. Henryk Rymaszewski. Wersję podważa relacja Borysa Sztarka, który w oflagu w Gross-Born II-B od Rymaszewskiego dowiedział się, że sztandar zabrał ze sobą plut. Kiełczewski, by przewieźć go do garnizonu w Postawach. Istnieją jeszcze inne wersje opisujące powrześniowe losy sztandaru. Kilka z nich zakłada, ze sztandar spłonął w czasie pożaru kościoła lub domu w którym był przechowywany.

### Odznaka pamiątkowa
Odznaka zatwierdzona Dz. Rozk. MSWojsk. nr 4, poz. 43 z 30 stycznia 1923. Posiada kształt krzyża maltańskiego, którego ramiona pokryte są przezroczystą emalią pomarańczowa z białą obwódką. W jego centrum biała tarcza w srebrnej obwódce z numerem 23. Między ramionami krzyża srebrne ażurowe orły. Jednoczęściowa - oficerska, wykonana w srebrze i emaliowana. Na rewersie grawerowany numer, stopień i nazwisko. Wymiary: 38x38 mm. Projekt: Witold Łada-Zabłocki. Wykonanie: Wiktor Gontarczyk - Warszawa.

### Barwy
| Proporczyk | Opis                                                                 |
| ---------- | -------------------------------------------------------------------- |
|            | Proporczyk pomarańczowo-biały z paskiem biało-pomarańczowym pośrodku |
|            | proporczyk dowództwa w 1939                                          |
|            | proporczyk 1 szwadronu w 1939                                        |
|            | proporczyk 2 szwadronu w 1939                                        |
|            | proporczyk 3 szwadronu w 1939                                        |
|            | proporczyk 4 szwadronu w 1939                                        |
|            | proporczyk 5 szwadronu ckm w 1939                                    |
|            | proporczyk plutonu łączności w 1939                                  |
| Inne       | Opis                                                                 |
|            | Na czapce rogatywce – otok pomarańczowy                              |
|            | Szasery ciemnogranatowe, lampasy pomarańczowe, wypustka pomarańczowa |
|            | „Łapka” (do 1921) – karmazynowa                                      |

### Żurawiejki

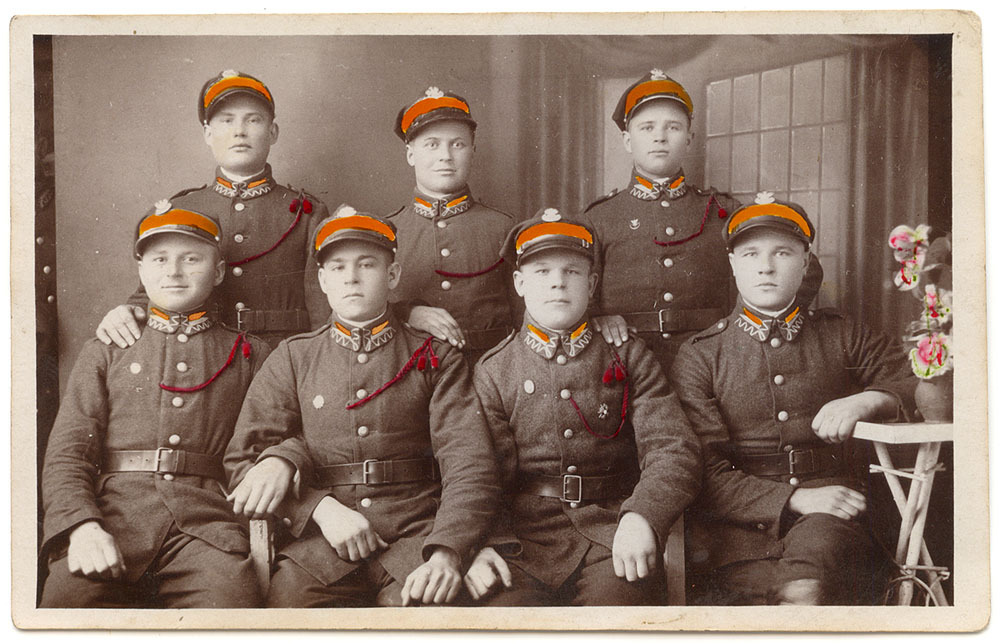
Żołnierze 23 puł. (1933)

| W boju krepkij, w miru sławnyj „Dwadcat trietij” – prawosławnyj!           | Kto przykładem w boju świeci? To jest pułk dwudziesty trzeci! |
| Wodku pijut, samyj gławnyj, „Dwadcat trietyj” – prawosławnyj!              | Są naiwni jak te dzieci, Ułański dwudziesty trzeci!           |
| Po każdej zwrotce: Lance do boju, szable w dłoń, bolszewika goń, goń, goń! |                                                               |

## Ułani grodzieńscy

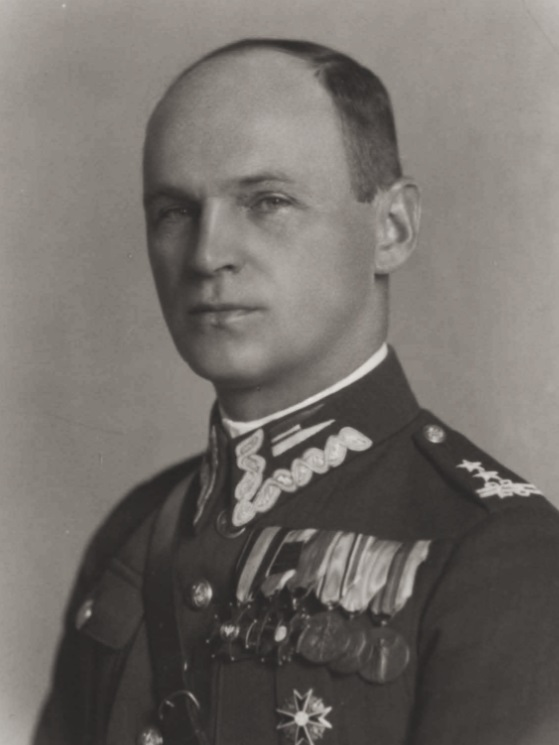
Kazimierz Duchnowski

### Dowódcy i zastępcy dowódcy pułku
| Stopień, imię i nazwisko               | Okres pełnienia służby | Kolejne stanowisko              |
| Dowódcy pułku                          | Dowódcy pułku          | Dowódcy pułku                   |
| -------------------------------------- | ---------------------- | ------------------------------- |
| płk Franciszek Kaczkowski              | X 1920 – VI 1921       |                                 |
| ppłk Witold Łada-Zabłocki              | 1921–1922              |                                 |
| płk Mariusz Zaruski                    | 1922-1923              |                                 |
| ppłk Stanisław Riess de Riesenhorst    | III – VI 1923          | rezerwa oficerów DOK V          |
| ppłk kaw. Aleksander Zelio             | VI 1923 - 5 XI 1928    | rejonowy inspektor koni Lublin  |
| ppłk kaw. Kazimierz Duchnowski         | XI 1928 – 1931         |                                 |
| ppłk dypl. Józef Świerczyński          | 1931-1938              |                                 |
| ppłk dypl. Zygmunt Miłkowski           | 1938–1939              |                                 |
| Zastępcy dowódcy pułku                 |                        |                                 |
| mjr kaw. Henryk Grabowski              | 1923                   |                                 |
| mjr kaw. Aleksander Domaradzki         | 1924                   |                                 |
| mjr kaw. Walenty Mazurkiewicz          | do IV 1928             | rejonowy inspektor koni Postawy |
| ppłk kaw. Stanisław Klepacz            | IV 1928 – VI 1930      | zastępca dowódcy 2 pszwol.      |
| ppłk kaw. Kazimierz Kosiarski          | VI 1930 – III 1932     | dowódca 18 puł.                 |
| ppłk dypl. kaw. Antoni Witkowski       | III 1932 – 1938        | szef sztabu Kresowej BK         |
| ppłk dypl. kaw. Jan Monwid-Olechnowicz | 1939                   |                                 |
| mjr kaw. Edward Pisula                 | VIII – IX 1939         |                                 |

### Żołnierze 23 pułku ułanów – ofiary zbrodni katyńskiej
Biogramy ofiar zbrodni katyńskiej znajdują się między innymi w bazach udostępnionych przez Ministerstwo Kultury i Dziedzictwa Narodowego oraz Muzeum Katyńskie.
| Nazwisko i imię       | stopień              | zawód             | miejsce pracy przed mobilizacją   | zamordowany |
| --------------------- | -------------------- | ----------------- | --------------------------------- | ----------- |
| Bobiatyński Stanisław | podporucznik rezerwy |                   | majątek Zacisze, pow. dziśnieński | Katyń       |
| Jackowski Władysław   | plut. pchor.         | żołnierz zawodowy |                                   | Katyń       |
| Szalewicz Kazimierz   | porucznik            | żołnierz zawodowy |                                   | ULK         |

## Pamięć o pułku
- Kawaleryjskie tradycje 23 pułku Ułanów Grodzieńskich kultywuje Stowarzyszenie Kawalerii Ochotniczej im. 23 Pułku Ułanów Grodzieńskich z siedzibą w Żyrardowie[53].
- Tradycje 23 pułku Ułanów Grodzieńskich kultywowała w latach 90. XX w. 3 Brygada Pancerna z Trzebiatowa.